# Alexander Rueb
Alexander Rueb (La Haia, 27 de desembre de 1882 – 2 de febrer de 1959), fou un advocat, i compositor, dirigent i jugador d'escacs neerlandès, el primer president de la FIDE.

## Dirigent d'escacs
Fou un dels fundadors de la Federació Internacional d'escacs, (a París, el 20 de juliol de 1924), i en fou elegit el primer president. Ocupà el càrrec fins al 1949, quan fou succeït per en Folke Rogard. A més, entre 1923 i 1928, fou president de la Federació Neerlandesa d'Escacs

## Altres activitats
Rueb tenia una gran i coneguda biblioteca, que fou destruïda per les bombes el 1945, però la va poder reconstruir després de la II Guerra Mundial. La col·lecció va passar a la Biblioteca de la Universitat d'Amsterdam després de la seva mort.
Rueb fou també una figura important en el camp dels estudis de finals, i va publicar de forma simultània dos llibres de referència en aquest camp: De Schaakstudie (Gouda, 1949–1955, 5 vols.) i els cinc volums compilats de Bronnen van Schaakstudie.
Actualment, una companyia neerlandesa que duu el seun nom, la Alexander Rueb Vereniging voor Schaakeindspelstudie (ARVES), és l'entitat que publica la revista EG, l'única enfocada exclusivament a l'estudi dels finals d'escacs.